# 卡尔赫芬尼兹
卡尔赫芬尼兹（“calch”意为“石灰”，“mynydd”意为“山”）是一个记载模糊不清的布立吞人的王国或附属王国，存在于后罗马不列颠时期。其确切位置尚不明确，几乎没有确凿的资料记载。含有石灰岩或白垩的山丘可能指的是科茨沃尔德丘陵，或是奇尔特恩丘陵。
这一名称保存在“卡德劳德·卡尔赫芬尼兹”（Cadrawd Calchfynydd）的称号中，据称他是6世纪该地区的统治者。威尔士文献称卡德劳德为“北方之人”之一，暗示该地区位于大不列颠岛北部的某处。威廉·福布斯·斯基恩曾提出将其与苏格兰边区的凯尔索（旧称“卡尔乔”）相关，雷切尔·布罗姆维奇也认为其位于亨奥格莱兹某地是最有可能的。阿利斯泰尔·莫法特在其关于凯尔索的历史著作中支持这一观点，引用了早期“查尔乔”的记载，以及该地的白垩地貌与查尔克休台地。约翰·莫里斯则将其位置设定在雷格德的乌里恩领地以南，即“特伦特河与泰晤士河之间”。基于伊奥洛·摩根乌格的伪作，托马斯·巴恩斯牧师曾推测卡尔赫芬尼兹的位置在邓斯特布尔一带，然而早于伊奥洛时代的文献，尤其是亨利·罗兰兹的《安格尔西岛古代遗迹复原》一书，提到“卡德罗德·卡尔赫芬尼兹”（Cadrod Calchfynydd）曾在后罗马时代被称作邓斯特布尔的伯爵（一个极具时代错误的称谓），从而与邓斯特布尔有所关联。罗伯特·欧文则将该王国置于科茨沃尔德丘陵之间。

## 卡德劳德王系的推定统治者
- 辛威德·辛威迪翁
- 卡德劳德·卡尔赫芬尼兹
- 伊斯普威斯·穆因提尔赫
- 米南